# Данилишин Ксеня Денисівна
Ксеня Денисівна Данилишин (до шлюбу — Бурачинська, 20 жовтня 1924, с. Шешори, Україна — 5 червня 2017, Чикаго, США) — лірична героїня пісні-танго «Гуцулко Ксеню».

## Життєпис
Ксеня Бурачинська народилася 20 жовтня 1924 року в селі Шешори Косівського району Івано-Франківської области в родині Дениса та Ірени.
У 1944 році утікає до Словаччини, а згодом до Австрії. За рік вона опиняється в Баварії (Німеччина).
У 1948 році одружилася з Ярославом Данилишиним. Народила доньок — Христину та Ірену.
З 1949 року в Чикаго (США).
У 1994 році приїжджала в гості до своєї родини на Івано-Франківщину. І саме тоді розповіла історію створення знаменитої композиції.
Померла 5 червня 2017 року.

### Гуцулка Ксеня
У 1937 році в Шешорах відзначали 13-тий день народження Ксенії. Дядько дівчинки, учитель Роман Савицький, запитав племінницю, що вона хотіла б отримати в подарунок. «Напишіть мені пісню про гуцулку», — відповіла вона. За дві години пісня була готова. Музику до пісні створив директор Коломийської гімназії професор і композитор Іван Недільський, який товаришував з Савицьким. Пісня називалася «Гуцулко Ксеню» і, на відміну від сучасного варіанту, де йдеться про зраду, у ній розповідалось про трагічну загибель коханої.